# Banie Mazurskie
Banie Mazurskie (Benkheim fino al 1945) è un comune rurale polacco del distretto di Gołdap, nel voivodato della Varmia-Masuria.
Ricopre una superficie di 205,02 km² e nel 2004 contava 4 033 abitanti.
Comunità urbane e rurali:
| - Banie Mazurskie (Benkheim) - Dąbrówka Polska (Talheim) - Grodzisko (Schloßberg, 1938-1945: Heidenberg) - Gryżewo (Griesgirren, 1938-1945: Grieswalde) - Jagiele (Jaggeln, 1938-1945: Kleinzedmar) - Jagoczany (Jagotschen, 1938-1945: Gleisgarben) - Kierzki (Kerschken) | - Lisy (Lissen) - Miczuły (Mitschullen, 1938-1945: Rochau) - Mieduniszki Małe (Klein Medunischken, 1938-1945: Medunen) - Obszarniki (Abschermeningken, 1932-1945: Almental) - Rogale (Rogahlen, 1938-1945: Gahlen) - Sapałówka (Sapallen, 1938-1945: Ostau) - Skaliszkiejmy (Skallischkehmen, 1938-1945: Großsteinau) | - Surminy (Surminnen) - Ściborki (Stobrigkehlen, 1938-1945: Stillheide) - Wróbel (Sperling, 1938-1945: Domäne Sperling) - Zawady (Sawadden, 1938-1945: Herbsthausen A) - Ziemiany (Ziemianen) - Żabin (Groß Schabienen, 1938-1945: Großlautersee) |

Altre località:
| - Antomieszki (Antmeschken, 1938-1945: Meßken) - Audyniszki (Audinischken, 1938-1945: Hilpertswerder) - Biały Dwór - Borek - Boćwinka - Brożajcie - Budziska - Czupowo - Dąbrówka Polska-Osada - Grunajki - Jeglewo (Tannenberg) - Kiermuszyny Wielkie - Klewiny (Klewienen, 1938-1945: Tannenwinkel) | - Kruki - Kulsze - Liski - Maciejowa Wola - Mieczkówka (Mitschkowken, 1938-1945: Herbsthausen B) - Mieczniki - Mieduniszki Wielkie - Nowiny - Radkiejmy (Radtkehmen, 1938-1945: Wittrade) - Rapa (Angerapp, 1938-1945: Kleinangerapp) - Ratkiejmy - Różanka-Dwór (Rosental) - Stadnica (Wilhelmshof) | - Stare Gajdzie - Stary Żabin - Szarek - Śluza - Ustronie - Widgiry - Wólka (Wolken) - Węgorapa - Zakałcze Wielkie - Zapały - Ziemianki (Schönbund) - Żabin Graniczny - Żabin Rybacki |

Il comune è al confine con la Russia (Oblast' di Kaliningrad).